# Иваньково (Галичский район)
Иваньково — деревня в составе Дмитриевского сельского поселения Галичского района Костромской области России.

## География
Деревня расположена у реки Тёбза.

## История
Согласно Спискам населённых мест Российской империи в 1872 году деревня относилась к 1 стану Галичского уезда Костромской губернии. В ней числилось 22 двора, проживало 72 мужчины и 84 женщины.
Согласно переписи населения 1897 года в деревне проживало 171 человек (67 мужчин и 104 женщины).
Согласно Списку населённых мест Костромской губернии в 1907 году деревня относилась к Холмовской волости Галичского уезда Костромской губернии. По сведениям волостного правления за 1907 год в ней числилось 34 крестьянских двора и 215 жителей. Основными занятиями жителей деревни были малярный и плотницкий промыслы, сельскохозяйственные работы.
До муниципальной реформы 2010 года деревня входила в состав Пронинского сельского поселения.